# Kendell Airlines
Kendell Airlines était une compagnie aérienne régionale en Australie, dans les années 1990 la plus importante du pays. Elle desservait les principaux centres régionaux de Nouvelle-Galles du Sud, de Victoria, d'Australie-Méridionale et de Tasmanie depuis Melbourne, Adélaïde et Sydney. Nombre de ses services étaient assurés en coopération avec sa société mère Ansett Australia à partir des années 1990.

## Flotte
Au fil des ans, Kendell Airlines a exploité les types d'avion suivants :
- Bombardier CRJ200
- de Havilland Heron
- Fairchild Metroliner
- Saab 340
- Piper PA-31